# Jean le Rond d'Alembert
Jean le Rond d'Alembert, född 16 november 1717, död 29 oktober 1783, fransk matematiker och upplysningsfilosof; medlem av Académie française 1754 och dess ständige sekreterare 1772. d'Alembert var en av de ledande Encyklopedisterna.

## Liv
Jean le Rond d'Alembert var oäkta son till en parisisk markisinna och författare, salongsvärden Claudine Guérin de Tencin, och blev som nyfödd lämnad på trappan till kyrkan Saint-Jean-le-Rond i Paris. Som ofta när det gällde hittebarn namngavs han efter den kyrkas skyddshelgon vid vilken man hade hittat honom. Uppväxt i en glasmästares familj fick han ändå understöd av sin biologiska far, adelsmannen Destouches, som såg till att d'Alembert fick en god uppfostran och utbildning. Han kunde därför ta examen vid Collège Mazarin 1735 och bli antagen som medlem i Vetenskapsakademien 1741.

## Verk
Inom matematiken var d'Alembert verksam inom området för ämnets tillämpningar, särskilt dynamiken. I Traité de dynamique (1743) formulerade han d'Alemberts princip. Innebörden i denna princip är att Newtons första lag gäller inte bara för kroppar i vila utan även för kroppar i rörelse. Tas hänsyn till tröghetskrafterna kan varje dynamiskt problem behandlas som ett jämviktsproblem. 
d'Alemberts arbeten omfattar även vätskors dynamik, vindarnas teori, vibrerande strängars fysik med mera. Inom den rena matematiken är d'Alemberts utveckling av teorin för partiella differentialekvationer mest känd. Här är d'Alembert-operatorn eller d'Alembertianen {\displaystyle \scriptstyle \Box }, (även vågoperatorn) en fortfarande väl använd notation.
Vid sidan av sina matematiska och matematisk-fysikaliska arbeten är d'Alembert känd för sitt medarbetarskap i Diderots den stora Encyklopedien.

## Filosofi
Vänskapen mellan d'Alembert och Voltaire är också väl känd, och d'Alembert själv betraktas som en av upplysningsfilosoferna. Han ansåg att kunskap kan nås på tre sätt: genom minnet, förnuftet och fantasin.
Genom sin uppfattning om vetenskapernas historia som en utveckling från metafysisk spekulation till empirisk forskning är d´Alembert en föregångare till den moderna positivismen. Han bidrog även till den estetiska vetenskapen genom musikteoretiska avhandlingar och deltog i upplysningens kulturkamp genom inlägg mot jesuiternas maktställning. Hans filosofiska huvudarbete är Essai sur les éléments de la philosophie (1759).

## Utmärkelser
Asteroiden 5956 d'Alembert är uppkallad efter honom.